# Hôtel Dubarry
L'hôtel Dubarry ou hôtel Jean du Barry est un hôtel particulier se trouvant place Saint-Sernin, face à la basilique Saint-Sernin, à Toulouse. 
L'hôtel fait de nos jours partie du lycée Saint-Sernin. Il a été partiellement classé au titre des monuments historiques par arrêté du 11 octobre 1984.

## Historique
C'est le 11 février 1776 que Jean-Baptiste Dubarry, indésirable à la cour après la mort de Louis XV, acheta là des terrains et des immeubles ainsi que l'ancien hôtel particulier du maréchal Dejean de Roquemaure. Il fit démolir l'îlot pour édifier en 1777 un hôtel richement décoré et meublé. La fortune qui lui permit d'édifier l'immeuble lui venait des rentes que lui allouait le roi. En effet, Jean Dubarry avait procuré à Louis XV une nouvelle maîtresse, sa propre maîtresse, d'ailleurs, Jeanne Bécu qu'il avait faussement anoblie en comtesse du Barry, en lui faisant contracter un mariage blanc avec son frère Guillaume.
Jean Dubarry "le Roué" est arrêté comme suspect en 1793, il est guillotiné le 17 janvier 1794, et l'inventaire de son mobilier prend sept jours. Les bénédictines rachètent l'hôtel en 1817, et en font une maison d'éducation pour jeunes  filles. La pudeur leur fait masquer ou détruire les peintures mythologiques ou galantes. Quand elles sont chassées par la loi des congrégations, elles emportent des éléments mobiliers (boiseries, portes, marbres de cheminées, colonnes, fer forgé…) et les vendent.

## Décor intérieur
Le décor intérieur, au temps de sa splendeur peut se représenter par des descriptions du temps : l'une de Mme Cradock en 1785, et l'autre d'Arthur Young en 1787 : tapisseries de Gobelins, miroirs fabuleux, porcelaines de Sèvres et de Chine, profusion de marbres, d'albâtres, de bronzes antiques et de statues achetées en Italie, murs tendus de soie, tentures de velours d'Utrecht, de Damas cramoisis ou de taffetas. « Les appartements, assure Mme Cradock, dépassent en luxe et en munificence ceux de la reine à Versailles... Et le parc est à l'avenant, avec ses rochers et ses grottes artificielles, ses chaumières, ses moulins à vent, ses animaux familiers ou sauvages, ses bergères en plomb ou en pierre... »
Le jardin, d'une surface d'environ un arpent avait été modelé avec de fausses collines, des montagnes de carton-pâte et de diverses figures ornementales. Des témoins décrivent l'ours placé à l'entrée d'une grotte de rocaille, creusée au flanc d'une « montagne », et qui gardait l'entrée. 
D'autres monuments complétaient le décor :
- une chapelle, avec la figure d'un abbé mécanique qui avançait pour ouvrir la porte aux visiteurs
- une copie du tombeau de Jean-Jacques Rousseau
- des cabinets de verdure gardés par des tigres, dans l'un, une boutique de perruquier, avec la figure d'un bailli se faisant raser, dans l'autre, la chaumière d'Annette et Lubin, avec des statues de terre cuite du berger et de la bergère.

## Splendeur et décadence
Devenu lycée en 1884, restauré en 1933, l'hôtel Dubarry a beaucoup perdu de sa splendeur. L'hôtel a conservé sa façade mais aussi la magnifique rampe en fer forgé de l'escalier, plusieurs parquets et la décoration peinte du plafond et des murs du grand salon. On a pensé à François Boucher, Honoré Fragonard, François Watteau... Elle doit être, plus modestement, du Toulousain François-César Derôme. 
Les façades et toitures, le grand escalier d'honneur et plusieurs pièces intérieures avec leur décor font l’objet d’un classement au titre des monuments historiques depuis le 11 octobre 1984.

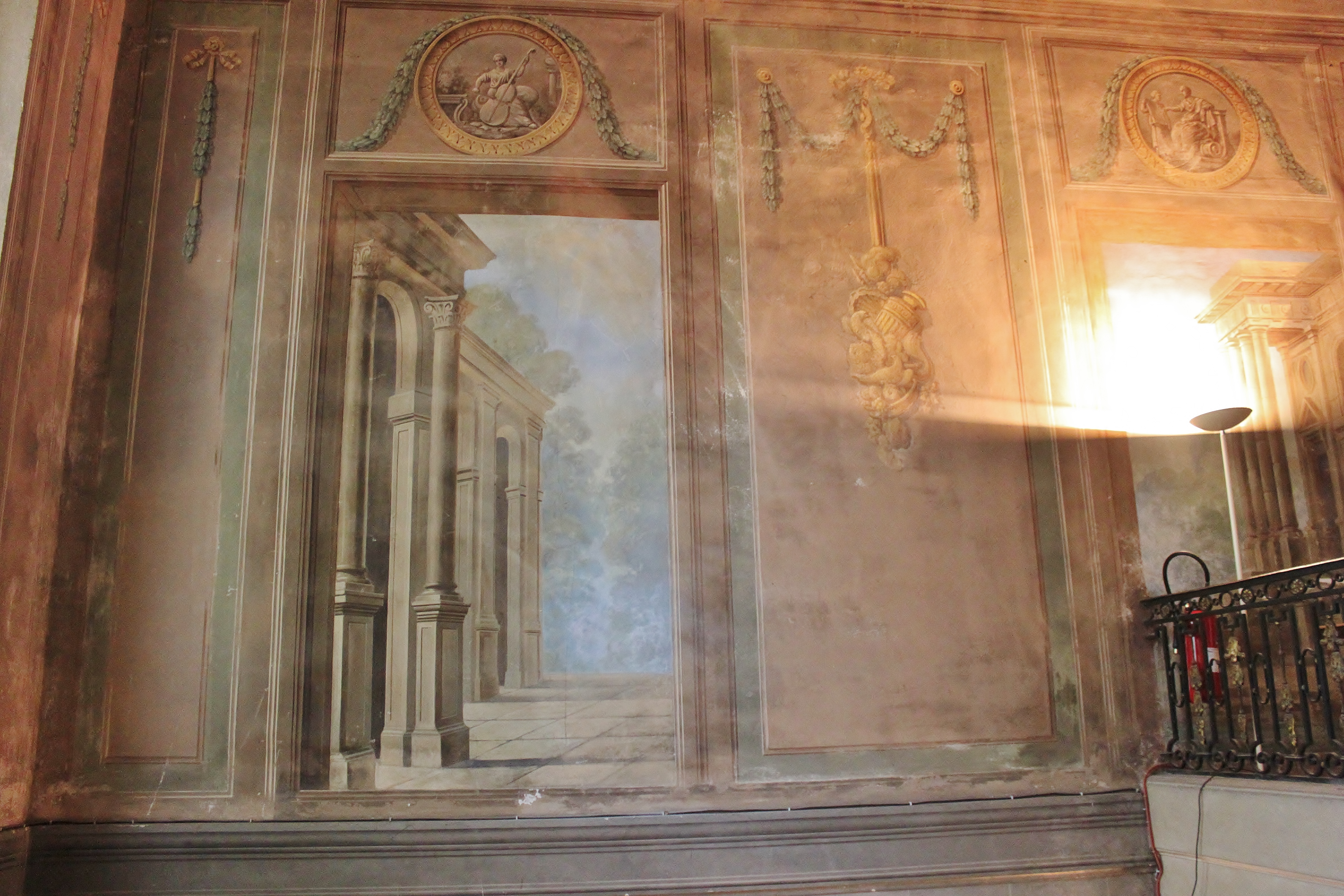
Décor de la cage d'escalier.
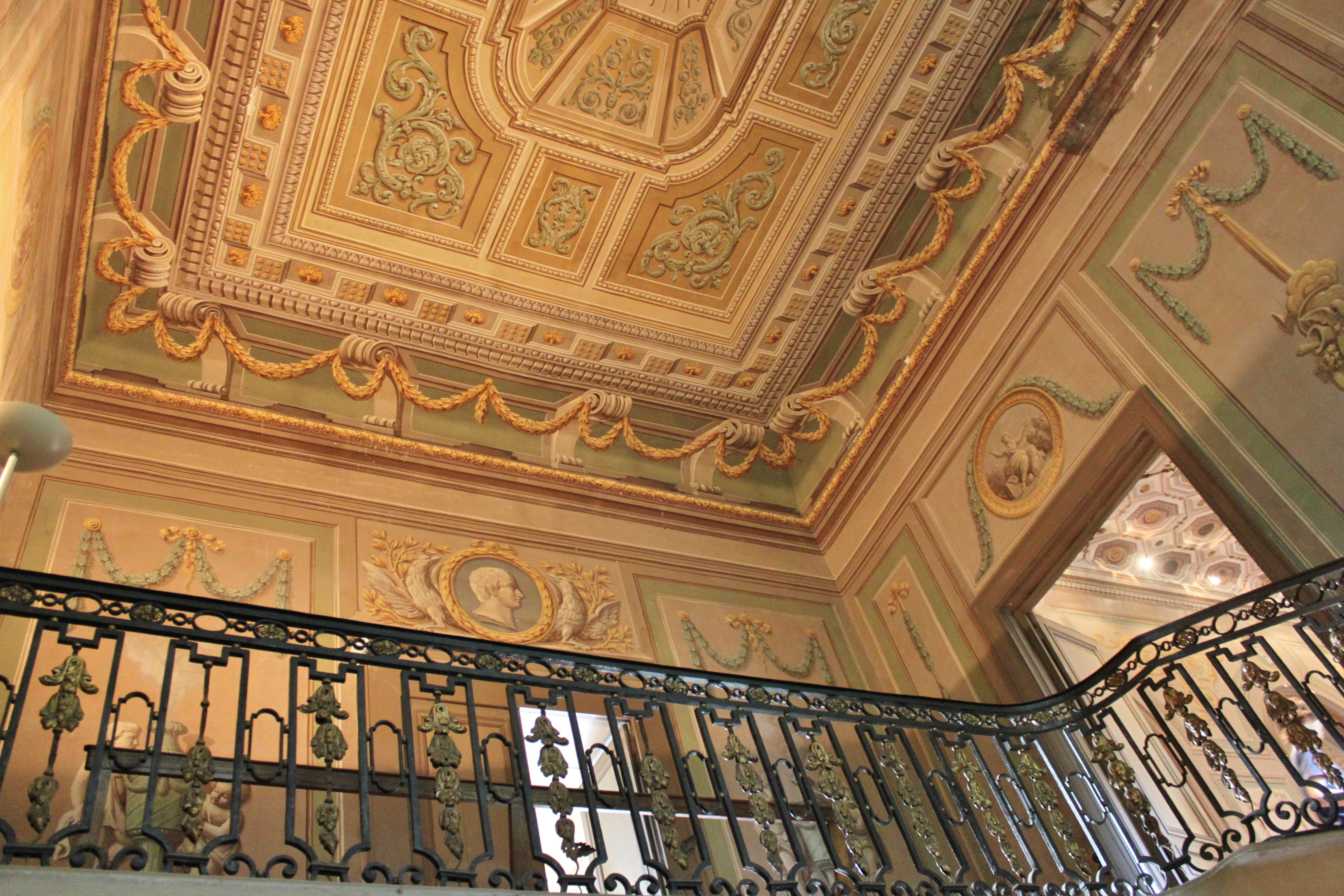
Cage d'escalier.
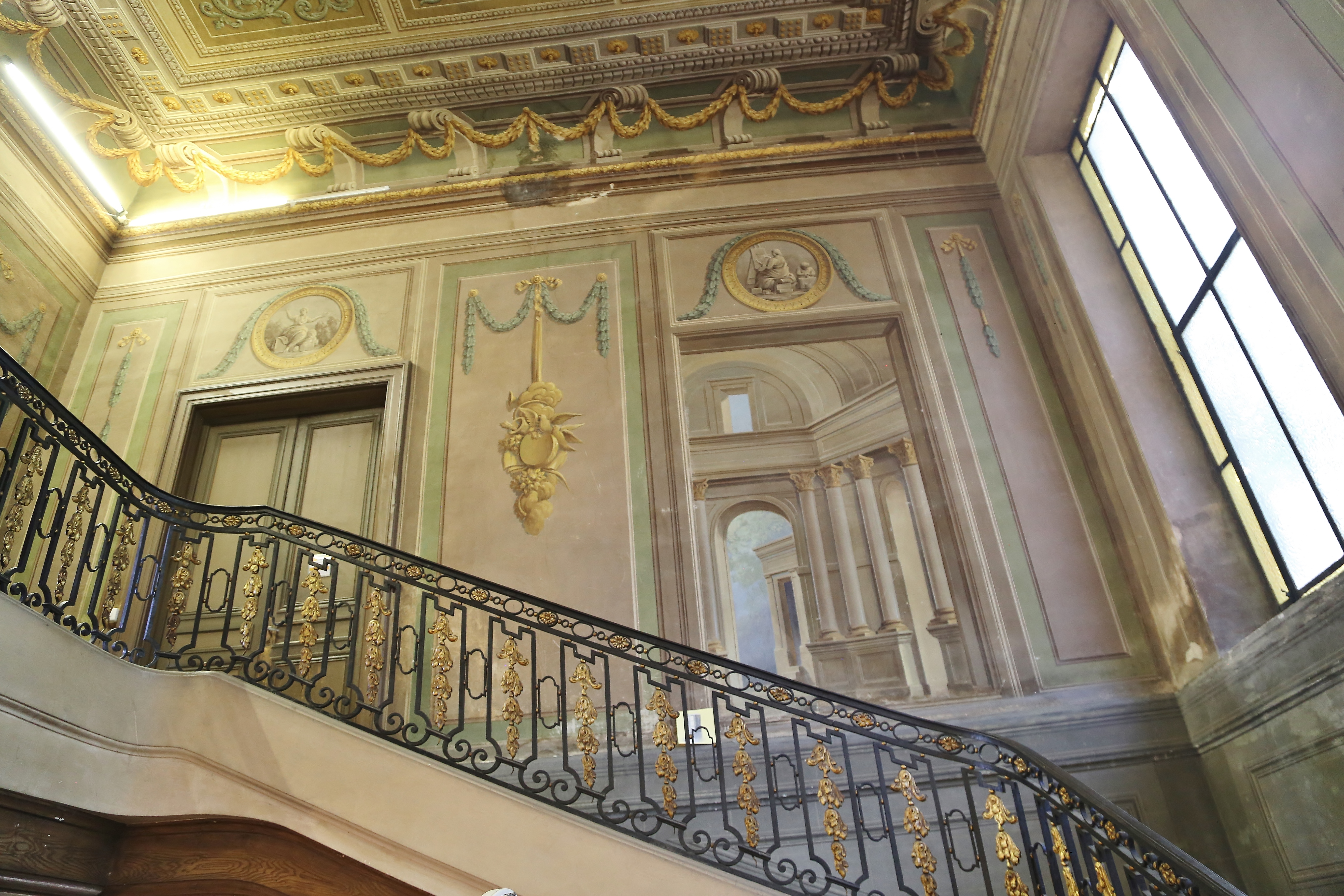
Cage d'escalier.
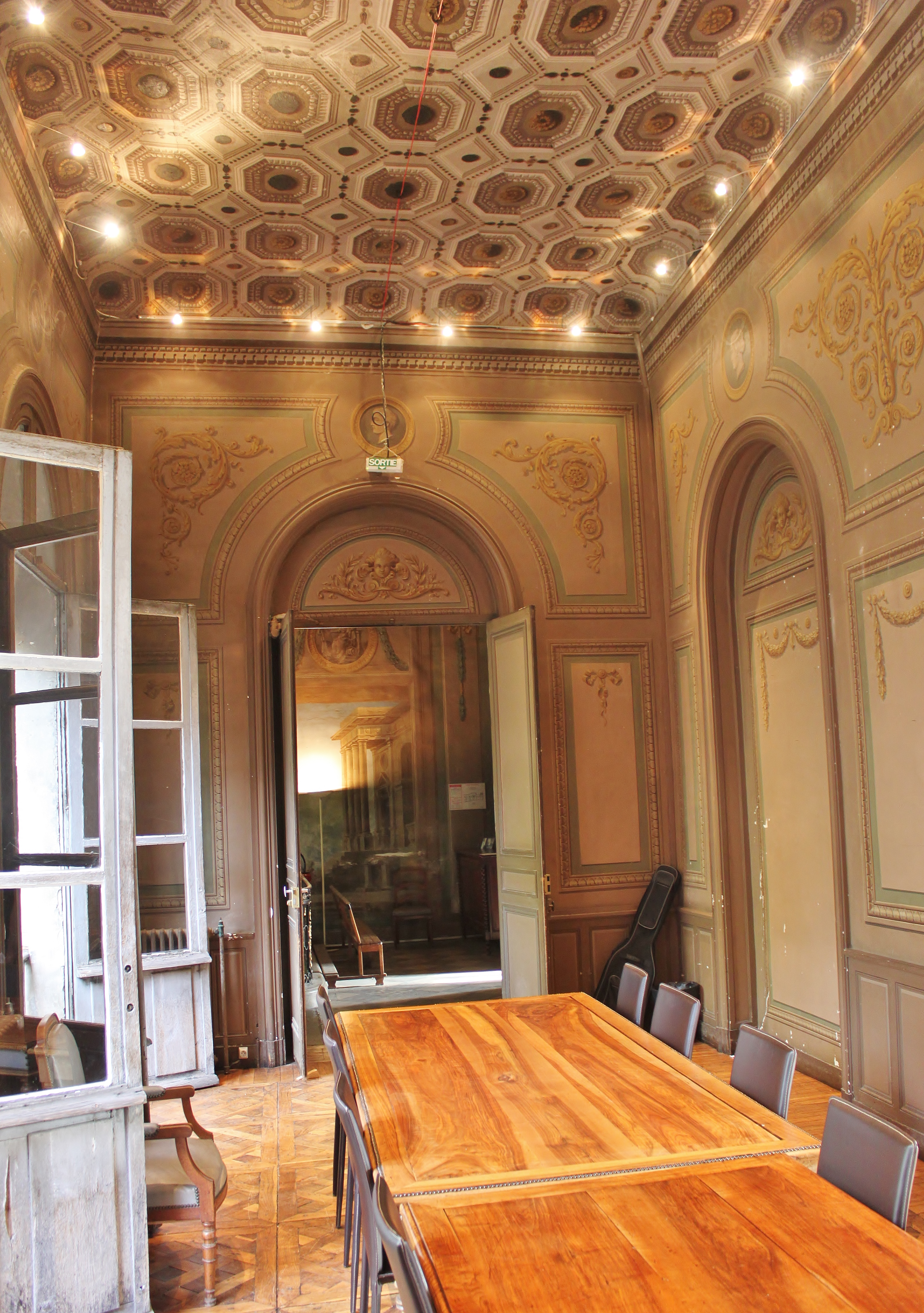
Salon.
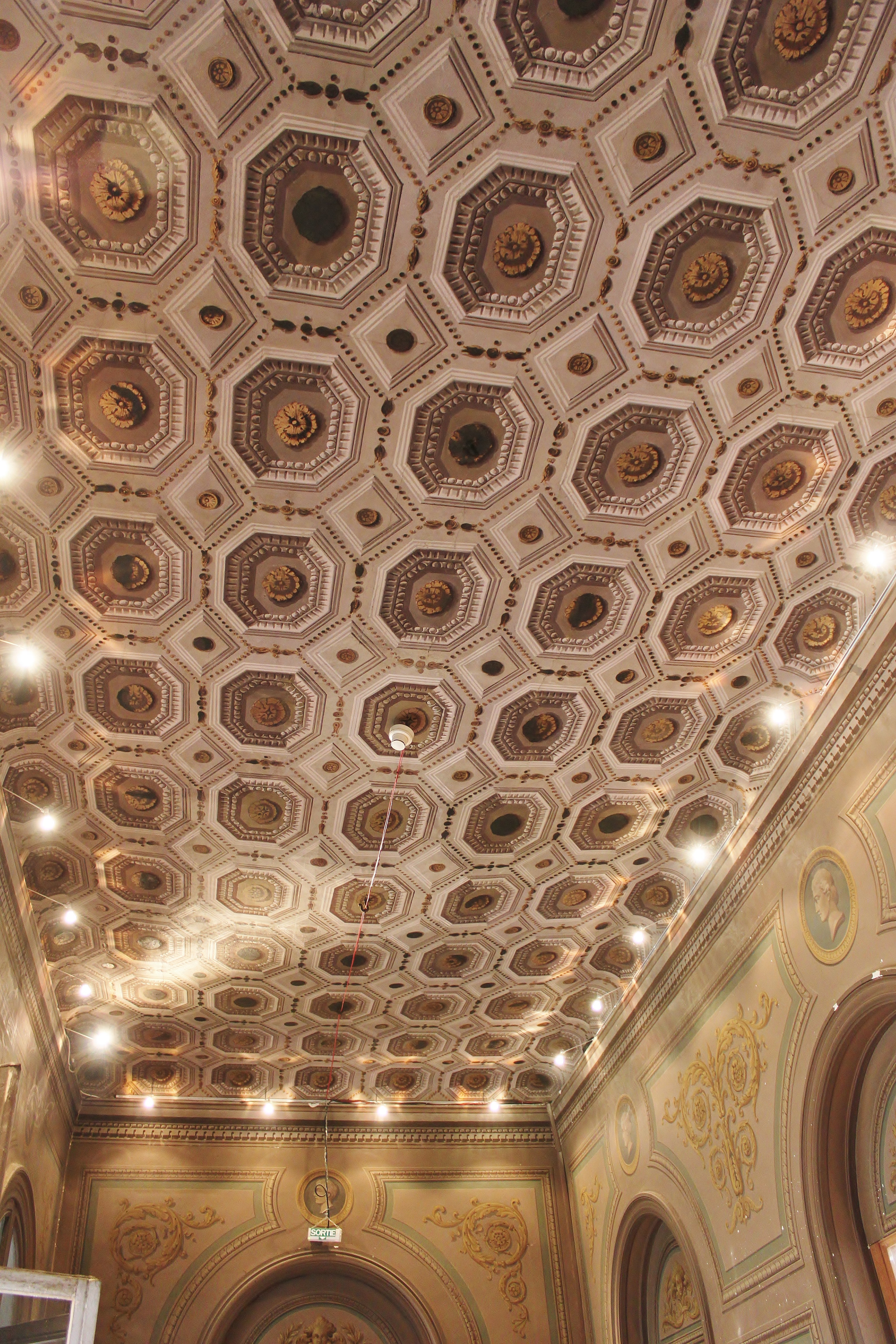
Plafond à faux caissons.
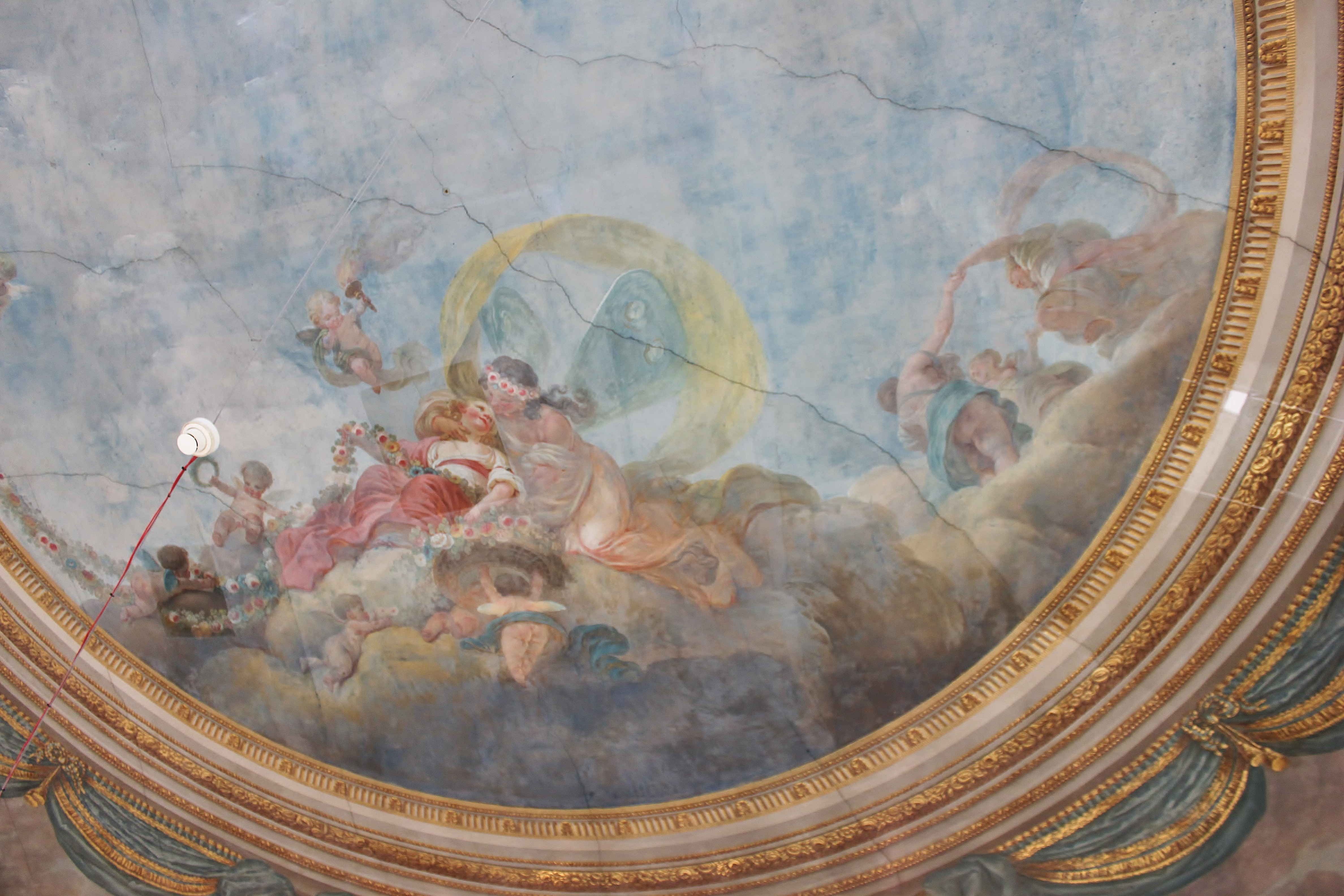
Plafond peint.
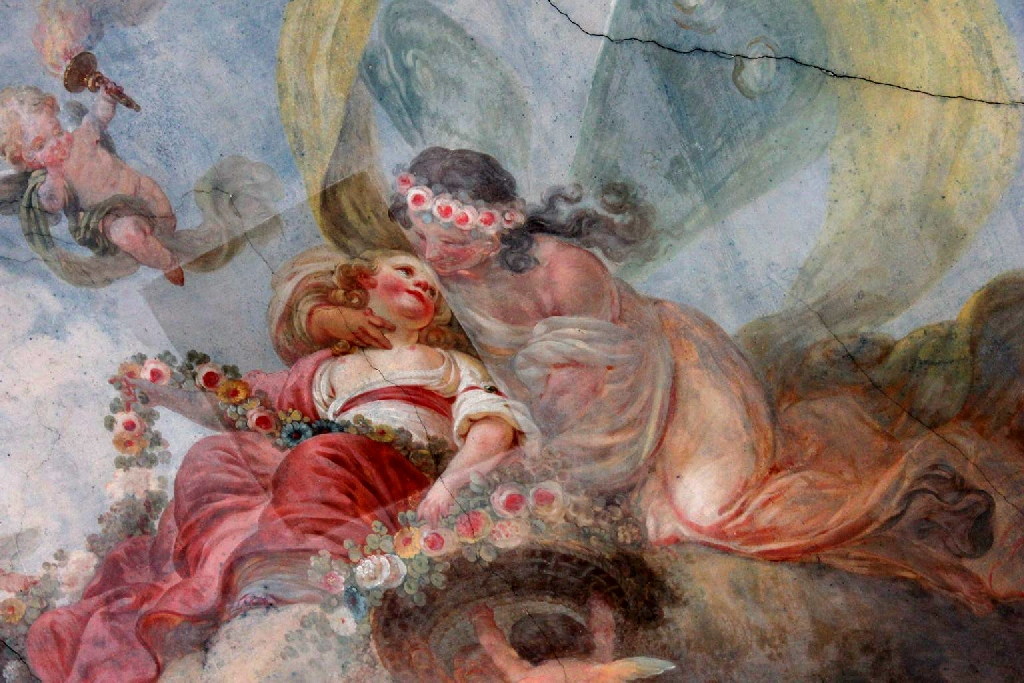
Flore.
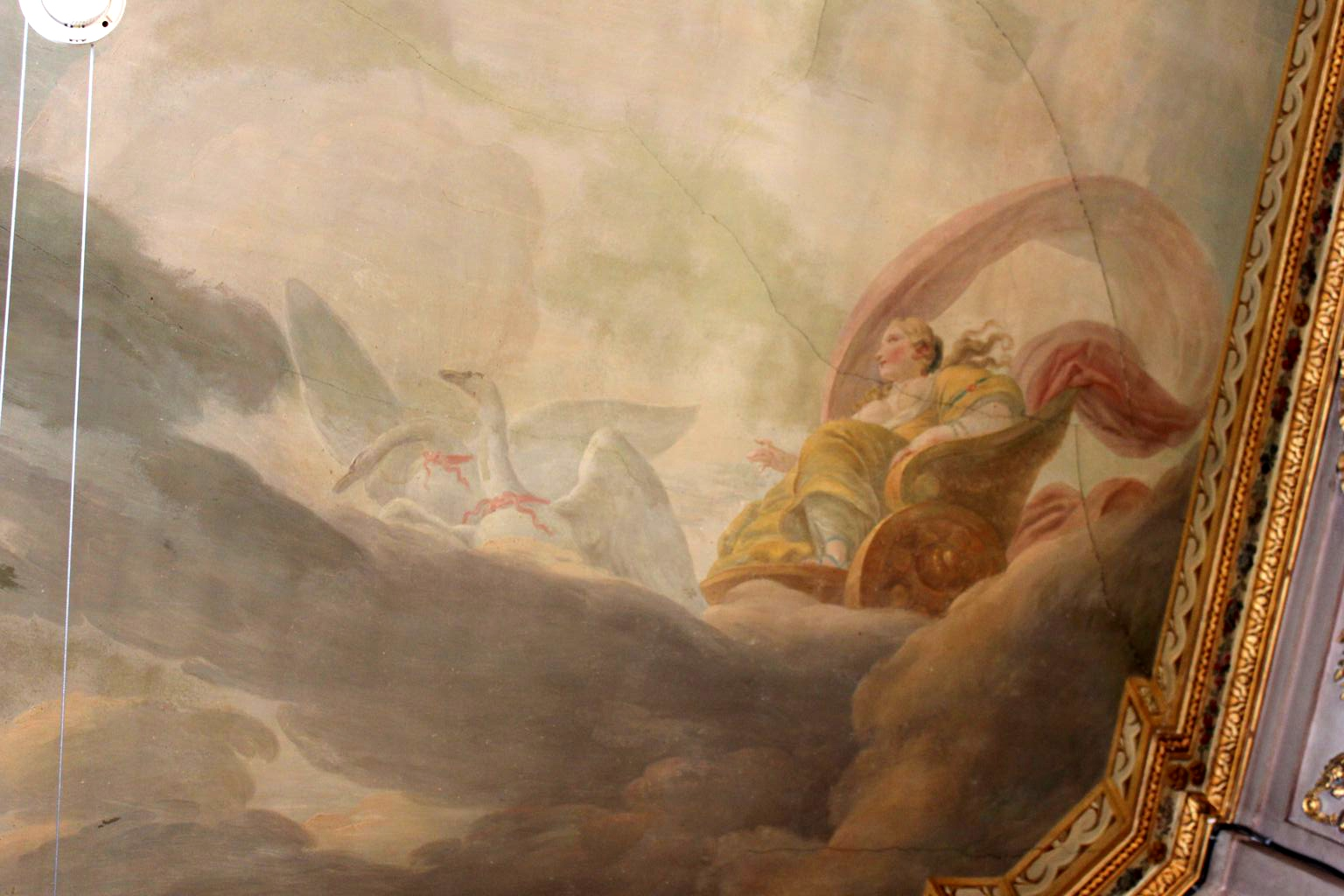
Plafond peint.

## L'avenir de l'hôtel
Des travaux de rénovations ont été demandés à nombreuses reprises par l'administration du lycée, mais les financements manquent.
La mairie de Toulouse souhaitait récupérer le bâtiment afin de le rénover, et d'y installer une extension du musée Saint-Raymond, dans le cadre de la candidature de la ville comme capitale européenne de la culture en 2013. Projet remis en cause depuis la choix de Marseille comme capitale en 2013.
Le personnel éducatif, les élèves et les parents d'élèves du lycée Saint-Sernin ont créé l'AHDUB, Association des amis de l'hôtel du Barry, afin de conserver le bâtiment au sein du lycée, de le restaurer, et d'en faire un espace culturel (en association avec d'autres organismes culturels de la ville).